# Englische Cricket-Nationalmannschaft in Neuseeland in der Saison 1974/75
Die Tour der englischen Cricket-Nationalmannschaft nach Neuseeland in der Saison 1974/75 fand vom 20. Februar bis zum 9. März 1975 statt. Die internationale Cricket-Tour war Bestandteil der Internationalen Cricket-Saison 1974/75 und umfasste zwei Tests und zwei ODIs. England gewann die Test-Serie 1–0, während die ODI-Serie 0–0 unentschieden endete.

## Vorgeschichte
England bestritt zuvor eine Tour in Australien, während es für Neuseeland die erste Tour in dieser Saison war.
Das letzte Aufeinandertreffen der beiden Mannschaften bei einer Tour fand in der Saison 1973 in England statt.

## Stadien
Die folgenden Stadien wurden für die Tour als Austragungsort vorgesehen.
| Stadion        | Stadt        | Kapazität | Spiele  |
| -------------- | ------------ | --------- | ------- |
| Eden Park      | Auckland     | 50.000    | 1. Test |
| Lancaster Park | Christchurch | 38.628    | 2. Test |
| Carisbrook     | Dunedin      | 29.000    | 1. ODI  |
| Basin Reserve  | Wellington   | 11.000    | 2. ODI  |

## Kaderlisten
Die folgenden Kader wurden von den Teams benannt.
| Test | Test | ODI | ODI |
| Neuseeland | England | Neuseeland | England |
| --- | --- | --- | --- |
| - Bevan Congdon (K) - Lance Cairns - Ewen Chatfield - Richard Collinge - Dayle Hadlee - Brian Hastings - Geoff Howarth - Hedley Howarth - John Morrison - John Parker - Glenn Turner - Ken Wadsworth (wk) | - Mike Denness (K) - Dennis Amiss - Geoff Arnold - John Edrich - Keith Fletcher - Tony Greig - Mike Hendrick - Alan Knott (wk) - Peter Lever - Chris Old - Derek Underwood - Barry Wood | - Bevan Congdon (K) - Richard Collinge - Barry Hadlee - Dayle Hadlee - Richard Hadlee - Brian Hastings - Geoff Howarth - Hedley Howarth - John Morrison - John Parker - Glenn Turner - Ken Wadsworth (wk) | - Mike Denness (K) - John Edrich (VK) - Dennis Amiss - Geoff Arnold - Keith Fletcher - Tony Greig - Mike Hendrick - Peter Lever - Brian Luckhurst - Chris Old - Bob Taylor (wk) - Fred Titmus - Derek Underwood - Barry Wood |

## Tests

### Erster Test in Auckland
| 20. – 25. Februar Scorecard | Auckland | England 593-6d (153)                          | – | Neuseeland 326 (89) & 184 (57.5) (f/o) |
|                             |          | England gewinnt mit einem Innings und 83 Runs |   |                                        |

England gewann den Münzwurf und entschied sich als Schlagmannschaft zu beginnen.

### Zweiter Test in Christchurch
| 28. Februar – 5. März Scorecard | Christchurch (LP) | Neuseeland 342 (89.5) | – | England 272-2 (83) |
|                                 |                   | Remis                 |   |                    |

England gewann den Münzwurf und entschied sich als Feldmannschaft zu beginnen.

## One-Day Internationals

### Erstes ODI in Dunedin
| 8. März Scorecard | Dunedin (CS) | England 136 (34.1/35) | – | Neuseeland 15-0 (4/35) |
|                   |              | No Result             |   |                        |

Neuseeland gewann den Münzwurf und entschied sich als Feldmannschaft zu beginnen.

### Zweites ODI in Wellington
| 9. März Scorecard | Wellington (BR) | Neuseeland 227 (34.6/35) | – | England 35-1 (10/35) |
|                   |                 | No Result                |   |                      |

Neuseeland gewann den Münzwurf und entschied sich als Schlagmannschaft zu beginnen.